# Faccette estetiche

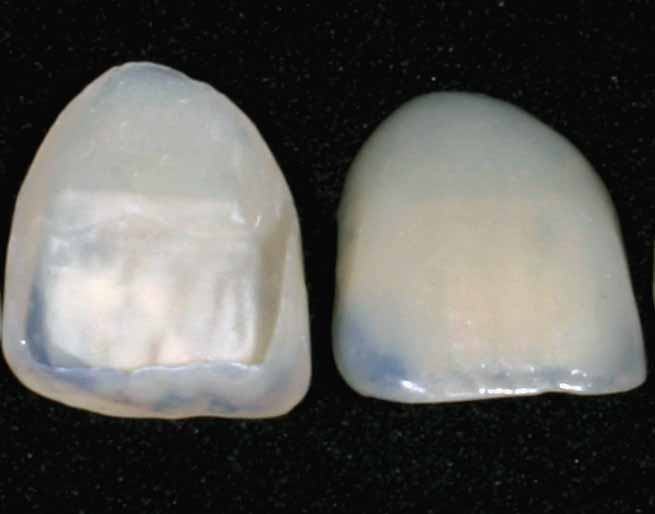
Faccette estetiche

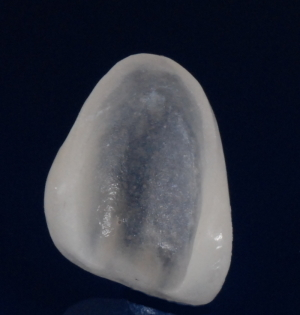
Faccetta estetica additiva

In odontoiatria le faccette estetiche sono sottili lamine di ceramica (porcellana vetrificata) o di resine composite che vengono applicate sulla superficie di denti sani per modificarne aspetto, colore e forma, talvolta anche per modificare parametri occlusali. Questo è uno dei metodi di restauro dentale, che viene eseguito utilizzando la ceramica. La loro applicazione viene eseguita in più sedute, necessita della levigatura degli elementi dentali e richiede anestesia. L'unione fra dente e faccetta avviene mediante un cemento resina composito. Un particolare tipo di faccette sono le faccette estetiche additive o non invasive, dette anche no-prep: si tratta di gusci in ceramica ultrasottile che si caratterizzano per essere dello spessore di una lente a contatto (0,3-0,5 mm). Per via della loro sottigliezza può non essere necessaria la levigatura dei denti e dunque nemmeno l'anestesia.

## Storia
Le prime faccette dentali furono messe a punto dal dentista di Hollywood Charles Pincus negli anni Trenta e furono menzionate per la prima volta nel 1938 nell'articolo scientifico La costruzione della personalità della bocca, che sottolineava come la qualità del sorriso, data da forma, posizione e colore dei denti, abbia riflessi rilevanti sull'interazione di una persona con le altre. Pincus applicava le sottili lamine sui denti degli attori con pasta adesiva per dentiere, in modo da modificare l'estetica del sorriso giusto per la durata delle riprese. All'epoca infatti non esistevano ancora adesivi in grado di legare in modo permanente le faccette alla superficie dentale e i migliori restauri disponibili, anche su denti anteriori, erano quelli in oro.
Importanti passi in direzione delle prime faccette adesive permanenti si devono al francese Rochette, che propose l'utilizzo di una resina composita ibrida per l'unione di lamina ceramica e dente, sfruttando in questo modo sia l'efficacia adesiva della resina ai tessuti duri sia le caratteristiche estetiche della ceramica. Infine, nel 1983 Simonsen e Calamia, così come anche Horn in contemporanea, elaborarono metodi che assicuravano un'adesione sicura fra ceramica e resina composita; introdussero infatti speciali procedure di mordenzatura con acido fluoridrico che determinavano una durata maggiore dell'unione. Dimostrarono inoltre che il legame fra resina e faccette trattate con acido fluoridrico e sottoposte a silanizzazione è di norma più forte di quello che si crea fra la stessa resina e lo smalto dentale mordenzato, ponendo così le basi per le ricerche che hanno portato all'attuale stato delle conoscenze.

## Procedimento di applicazione
L'applicazione delle faccette ai denti prevede diverse fasi: preparazione dei denti, presa di un'impronta, posizionamento di faccette provvisorie e infine posizionamento di faccette definitive. Al momento dell'applicazione l'odontoiatra ha già esaminato e preso un'impronta dei denti del paziente in un appuntamento precedente.

### Preparazione dentale
La preparazione consiste nella rimozione di uno strato di pochi millimetri dello smalto dentale per far posto alle faccette. Questa prima operazione richiede anestesia e viene eseguita mediante una o più frese di profondità auto-limitanti di dimensioni differenti, che permettono all'odontoiatra di quantificare la riduzione dello smalto. Poiché questa prima operazione richiede grande rigore e precisione, è svolta spesso con l'ausilio di lenti di ingrandimento. La profondità e la forma della riduzione dentale possono variare a seconda della posizione del dente sull'arcata, della sua inclinazione e del suo colore, e devono essere calibrate così da conservare quanto più smalto possibile. Non risultano corrette né una conservazione scarna né una eccessiva, che può condurre a un sovradimensionamento del restauro finale.
La preparazione incide notevolmente sulla resistenza del risultato finale e sulla salute dei tessuti molli. Ridurre lo smalto, infatti, equivale a diminuire la rigidità del dente, che tende così a flettersi di più. Tuttavia, una preparazione dentale più profonda ammette la presenza di una faccetta più spessa, in grado di mascherare o modificare il colore dentale in modo più incisivo rispetto a una faccetta più sottile. In casi che mirano a una correzione cromatica vistosa, e che dunque richiedono faccette piuttosto spesse, può rendersi necessario assottigliare lo smalto fino a raggiungere in certi punti la dentina.
A preparazione terminata, si individua la tonalità del moncone, fondamentale per ottenere la tonalità voluta della faccetta finale. Nel caso in cui la faccetta sia sufficientemente sottile (no-prep) questa prima fase di preparazione dentale può essere saltata.

### Presa dell'impronta
Il passo successivo consiste nel prendere un'impronta delle arcate dentali, che servirà all'odontotecnico per produrre il modello in gesso per le faccette. L'odontoiatra applica un materiale da impronta fluido sui margini gengivali tramite una siringa e, in seguito, posiziona sui denti un portaimpronte carico di materiale da impronta a viscosità media o pesante e lo tiene fermo per alcuni minuti, fino ad avvenuto indurimento. L'impronta viene poi sciacquata e asciugata all'aria. Prima di essere colata è infine immersa in una soluzione disinfettante. È necessario che l'impronta riproduca accuratamente, e senza la presenza di bolle, anche i tessuti e i denti adiacenti a quelli su cui verranno appliccate le faccette.

### Applicazione dei provvisori
A questo punto i denti limati vengono coperti con faccette provvisorie in resina da portare per il numero di giorni necessario al laboratorio per la creazione delle faccette definitive. Le lamine provvisorie, oltre a proteggere la superficie dentale preparata, permettono di visualizzare la posizione e la lunghezza che i denti avranno a trattamento finito. Risultano perciò assai importanti per la comunicazione fra odontoiatra e paziente, che esprime i suoi pareri su estetica, comodità e funzione ed eventualmente comunica la necessità di effettuare alcuni ritocchi.
I provvisori possono essere creati sia in laboratorio odontotecnico prima della preparazione dei denti, servendosi di un modello in gesso approssimativo, sia direttamente nella bocca del paziente, dopo la preparazione.

### Applicazione delle faccette definitive
Appena le faccette definitive sono pronte, si procede con la rimozione delle lamine provvisorie con un estrattore e, all'occorrenza, con una fresa diamantata. In seguito si controlla che sulla superficie dentale non siano presenti residui e si appoggiano sui denti le faccette in ceramica per verificare che rappresentino una soluzione correttiva adeguata. Dopodiché si procede alla loro applicazione. La superficie dentale viene pulita, asciugata e mordenzata. Ogni faccetta è a sua volta sottoposta a irruvidimento e, subito dopo, a silanizzazione. Si stende poi un bonding, e a seguire la resina, sia sulla superficie dentale sia su quella interna della faccetta, che viene posizionata sul dente e fissata polimerizzando la resina. Segue infine la rimozione degli eccessi di resina dai bordi della faccetta.

## Faccette estetiche in ceramica
Al giorno d'oggi l'uso di faccette estetiche in ceramica risulta l'alternativa preferibile nel trattamento di molti casi clinici che in passato avrebbero previsto il ricorso a corone totali e, grazie ai più recenti progressi nella ricerca sull'adesione delle faccette, è possibile impiegarle anche in circostanze critiche che vedono incisivi fratturati e denti non vitali. Le situazioni d'uso più comuni sono però quelle che vedono la correzione di discromie, diastemi, difetti dello smalto e anomalie di forma e posizione.

### Tipi di ceramica
Per le faccette estetiche si utilizzano sia materiali vetrosi puri, sia materiali vetrosi che presentano una certa quantità di cristalli incorporati, sia vere e proprie ceramiche. Tuttavia in ambito odontoiatrico ci si riferisce a ognuno di questi materiali con il termine "ceramica".
I vari tipi di ceramica utilizzati possono essere così suddivisi:
- ceramiche a base di ossido di silicio (SiO2)
- ceramiche a base di ossido di alluminio (Al2O3)
- ceramiche a base di ossido di alluminio rinforzate con ossido di Zirconio (ZrO2)
- ceramiche di ossido di alluminio puro
- ceramiche di ossido di zirconio puro
- ceramiche a base di disilicato di litio
- ceramica rinforzata in leucite
- ceramiche di vetro al quarzo sintetiche a basso punto di fusione

Resistenza e opacità variano a seconda della struttura delle ceramiche e pertanto ceramiche diverse si prestano al trattamento di casi differenti: a una fase cristallina più ampia corrisponde una resistenza maggiore, ma anche una maggiore opacità e dunque una resa meno naturale, che tuttavia è da prendere in considerazione in casi come quello in cui vi sia la necessità di coprire denti fortemente scolorati. Le ceramiche a base di ossido di silicio tendono a essere le più trasparenti e fragili, poiché costituite da una fase vetrosa più ampia unita a una cristallina più piccola, e permettono di ottenere gli spessori minori, dell'ordine di 0,3 mm. Le più opache e resistenti, invece, sono quelle a base di ossido di alluminio e di ossido di zirconio, poiché totalmente cristalline.
Le ceramiche a base di ossido di silicio sono dette anche feldspatiche, mentre quelle a base di ossido di alluminio sono anche chiamate alluminose.
Le ceramiche feldspatiche sono attualmente il materiale ceramico più utilizzato per la creazione di faccette estetiche per via della possibilità di ottenere lamine dallo spessore molto ridotto (fino a 0,3 mm) caratterizzate da un'alta translucenza. La quantità di matrice di vetro di queste ceramiche è infatti piuttosto grande e garantisce una trasmissione della luce dall'alto valore estetico. Tuttavia, proprio la percentuale consistente di vetro rappresenta anche il punto debole di tali faccette, poiché tende a facilitare la propagazione delle screpolature e rende fragile la ceramica.

### Metodi di fabbricazione

#### Metodo lamina-matrice
Il metodo lamina-matrice è stato uno dei primi a essere utilizzato per la produzione di faccette estetiche. Fu brevettato dall'americano Charles H. Land tra il 1886 e il 1888 e utilizzato per la prima volta per la produzione di faccette un secolo dopo, nel 1983 da Horn. Nonostante i risultati di Horn, tuttavia, sembra che il primo vero inventore delle faccette fabbricate con la tecnica lamina-matrice sia l'odontotecnico americano Daniel Materdomini.
Questa tecnica prevede l'utilizzo di un foglio di platino dello spessore di 0,025 mm, che viene modellato su un moncone in materiale refrattario con l'ausilio, per il taglio, di un paio di forbicine a punta fine e di un bisturi e, per l'adattamento, di un bastoncino in legno. La modellazione del foglio può essere facilitata da un suo precedente riscaldamento. Nel caso in cui le pieghe del foglio determinino un eccessivo accumulo di materiale, è possibile intervenire con un disco diamantato per minimizzarlo. A operazione terminata, il foglio viene poi nuovamente riscaldato con un cannello Bunsen per rimuovere eventuali tracce di grasso e si procede con la sua ceramizzazione, che consiste nell'applicazione, modellazione e stratificazione della ceramica sul foglio.
Una prima fase della ceramizzazione vede la chiusura dei difetti più ampi e delle fratture con una ceramica dentina opaca, con cui si ricostruisce la forma anatomica interna del dente per evitare discontinuità nella translucenza del risultato finale. Si prosegue nella costruzione della faccetta con materiali ceramici più trasparenti. Conclusa l'operazione di modellazione, si cuoce la faccetta a 910 °C sotto vuoto. Dopo la prima cottura sono possibili riadattamenti della forma creando piccole fratture della ceramica con uno strumento di vetro per intervenire sul foglio di platino morbido. Le fratture vengono poi sigillate con una polvere apposita. Prima della seconda cottura, anch'essa eseguita sotto vuoto a 910 °C, si ricopre la faccetta con una miscela di ceramica smalto trasparente. A cottura avvenuta, viene creata una texture di superficie e i margini sono rifiniti con un sottile disco diamantato. Gli ultimi passi consistono nella glasatura finale, ancora una volta a 910 °C sotto vuoto, e nella rimozione del foglio di platino mediante delle pinzette e dell'acqua, che favorisce l'operazione riducendo la tensione superficiale.
Il foglio di platino riduce la formazione di bolle nel restauro perché riflette il calore direttamente nella ceramica e impedisce che la raggiunga l'eventuale gas rilasciato dal moncone. Questo va a favore di una vetrificazione più omogenea.
I costi della tecnica lamina-matrice sono contenuti e il risultato estetico è accettabile e ottenuto in tempi brevi. Tuttavia, è una tecnica che richiede un notevole addestramento per essere svolta al meglio.

#### Pressatura
Con la tecnica della pressatura vengono lavorate ceramiche comprimibili, che si compongono di una matrice di vetro silicato contenente una fase cristallina. Il metodo consiste nella modellazione di un moncone in cera che viene poi rivestito con materiale refrattario per ottenerne uno stampo in negativo. Stampo e moncone sono scaldati in modo che il moncone in cera si sciolga e lo stampo si solidifchi. Si procede con la pressatura, mediante un apposito macchinario, di uno o più lingotti di ceramica nello stampo. La pressatura è comandata elettronicamente ed è del tutto automatica.
Il metodo della compressione è fra i più usati per la produzione di faccette. È sicuro, rapido e dà buoni risultati. I costi dell'attrezzatura necessaria sono però relativamente alti.

#### Tecnologia CAD/CAM
È possibile realizzare faccette anche mediante metodi che fanno uso di CAD/CAM, detti anche metodi di fresatura a copiare. Le tecnologie CAD/CAM si sono recentemente diffuse in ambito odontoiatrico perché hanno dimostrato la loro efficacia nella lavorazione di diverse ceramiche, come quelle rinforzate in alluminio, in zirconio e in leucite, e perché escludono la possibilità di errore umano.
L'uso di queste tecniche è sicuro, rapido e assicura risultati precisi; la strumentazione necessaria è però molto costosa.

### Adesione
Per far aderire le faccette ai denti si ricorre a una resina artificiale in composito, detta anche cemento, ed è necessario che siano affidabili sia i meccanismi di legame fra ceramica e resina sia quelli fra resina e sostanza dentale. Con i cementi in uso oggi il substrato per il legame non è limitato al solo smalto, ma può estendersi in parte anche alla dentina nel caso in cui parti della preparazione vi si trovino in contatto. Questo garantisce una resistenza comparabile a quella dei denti naturali.
È necessario l'utilizzo di una resina per ottenere un buon legame fra superficie dentale e ceramica poiché occorre che il contatto fra tali due substrati sia molto intimo, e tale condizione non può presentarsi in assenza di resina. La morfologia superficiale dei due materiali solidi, dentale e ceramico, fa infatti sì che vi sia una grossa discrepanza fra area di contatto apparente e area di contatto reale, rendendo così d'obbligo ricorrere a un materiale in grado di riempire i vuoti che rimangono. La resina entra pertanto strettamente in contatto con entrambe le superfici, svolgendo il ruolo di tramite fra l'una e l'altra, a cui si lega definitivamente grazie a un bonding.
Come adesivo sono utilizzate resine idrofobe, caratterizzate da forte tensione superficiale.

#### Allo smalto e alla dentina
Lo smalto al naturale non si presta per il legame con la resina poiché, oltre a essere ricoperto di una biopellicola che interferirebbe con l'adesione, ha una tensione superficiale molto bassa. Anche il legame con la dentina non risulta possibile se non in seguito a specifici trattamenti. Per affrontare tali problemi si sono messe a punto in odontoiatria conservativa specifiche procedure, in cui ricopre un ruolo principale la tecnica della mordenzatura.

#### Alla ceramica
I processi fondamentali per ottenere un legame affidabile fra resina e ceramica sono l'irruvidimento della superficie ceramica, ovvero la creazione di microritenzioni in cui può penetrare la resina composita, subito seguito dalla silanizzazione della faccetta.
Nel caso in cui si utilizzano ceramiche contenenti una fase vetrosa, come le ceramiche feldspatiche, è possibile irruvidire la superficie mordenzandola con acido fluoridrico, per poi penetrarla con una resina adatta a giungere in profondità nelle microritenzioni. La mordenzatura non è invece efficace su altri tipi di ceramiche, poiché la reazione chimica che ne sta alla base non avviene in assenza di ossido di silicio. L'irruvidimento della superficie viene perciò realizzato con tecniche diverse, di natura meccanica anziché chimica, come la sabbiatura, solitamente effettuata mediante ossido di alluminio. Per la ceramica allo zircone, inoltre, si sono dimostrate efficaci anche alcune speciali colle.
All'irruvidimento della ceramica si fa poi seguire la silanizzazione, che rende la superficie favorevole all'unione con la resina. Tale legame è definitivamente reso possibile dall'applicazione di un bonding.
La necessità di una buona adesione è data dal fatto che, al pari di quanto avviene per altri restauri in ceramica, la superficie interna delle faccette è soggetta, sotto carico occlusale, a uno stress da tensione paragonabile a quello di una barra in un test di piegatura a tre punti. La ceramica è infatti un materiale fragile e, a causa dei processi di finitura, presenta già in partenza numerose microscrepolature superficiali, che possono propagarsi sotto un carico e provocare la rottura della faccetta. Poiché ceramiche dalle caratteristiche meccaniche migliori risultano anche più opache e dunque meno adatte (escluse esigenze particolari) all'utilizzo per faccette estetiche, generalmente translucide, si mira a ridurre il numero dei microdifetti nelle ceramiche aventi prestazioni meccaniche inferiori. Diverse pubblicazioni supportano l'ipotesi che la mordenzatura agisca in questo senso; altre sostengono che sia efficace rinforzare la superficie ceramica mediante ioni.

### Colore
Il colore del restauro concluso è determinato dall'interazione fra il colore del moncone, il colore della resina composita, che può essere miscelato a specifici coloranti, e il colore delle faccette.
La scelta del colore viene effettuata in un ambiente adeguatamente illuminato, in presenza di una temperatura cromatica ideale di 5500 kelvin e possibilmente di un colore ambientale grigio. Nel caso in cui si vogliano applicare unità multiple si tiene conto nella scelta del tono di capelli, occhi, pelle del paziente. Nel caso di unità singole, invece, si presta più attenzione agli elementi delle arcate dentali che non verranno coperti e che risulteranno affiancati alle faccette. Si ricorre per queste operazioni valutative a tavole campione o ad anelli di resina che riportano le tonalità disponibili.
La valutazione inizia con l'individuazione della tonalità originale della struttura dentale non preparata, presa come punto di riferimento, e prosegue con quella della tonalità del moncone dopo la preparazione. Prima della cementazione definitiva della faccetta viene sempre usato un cemento di prova per ottenere un'anteprima del risultato finale, utile sia all'odontoiatra sia al paziente che deve dare la propria approvazione alla tonalità.

### Fallimenti

#### Distacco
Il distacco è fra i problemi meno frequenti grazie alle moderne tecniche di adesione. Una volta avvenuto, si esamina la superficie dentale per risalire alla sua causa. Se il dente non presenta traccia di materiali adesivi, il problema è da ricercare nell'interfaccia dente-resina ed è probabile che la superficie non sia stata trattata in modo adeguato prima dell'applicazione della faccetta. Se invece, all'opposto, parte della resina è rimasta attaccata al dente, il fallimento è dovuto a un legame insufficientemente stabile fra composito e ceramica. Tale caso è però più raro del primo per via della migliore azione del composito sulla ceramica mordenzata (o meccanicamente trattata) e silanizzata che sulla superficie dentale.
Se la faccetta non è danneggiata, è possibile riapplicarla dopo aver ripulito superficie dentale e ceramica dalla resina adesiva. In presenza di scheggiature o screpolature non risulta invece riutilizzabile ed è necessario fare una nuova faccetta.

#### Fratture
Vista la sua sottigliezza e fragilità, è facile che una faccetta si rompa prima della cementazione e occorre pertanto maneggiarla con molta cautela. Una frattura può avvenire anche dopo la cementazione, per azione di forze interne o esterne o per problemi nell'adesione, nella coesione o nel disegno. La frattura può essere adesiva, ovvero propagarsi nell'interfaccia fra resina e uno dei due substrati, coesiva, ovvero avvenire completamente all'interno di uno solo dei materiali, o sia adesiva che coesiva.
Una frattura adesiva è causata da un'applicazione carente di composito adesivo e comporta che una parte della faccetta resti attaccata al dente mentre un'altra, in genere di dimensioni maggiori, si stacchi completamente. Di norma si procede rimuovendo il frammento rimasto legato al dente e costruendo una faccetta nuova. In casi eccezionali si può però tentare la ricementizzazione del frammento sul dente.
Una frattura coesiva può essere determinata sia da traumi sia da stress interni ed è spesso dovuta a un'inadeguata preparazione dentale, che non ha garantito una superficie adatta per l'applicazione. Se il frammento spezzato si limita alla superficie della faccetta, è possibile ripararla; in caso contrario occorre rifarla.

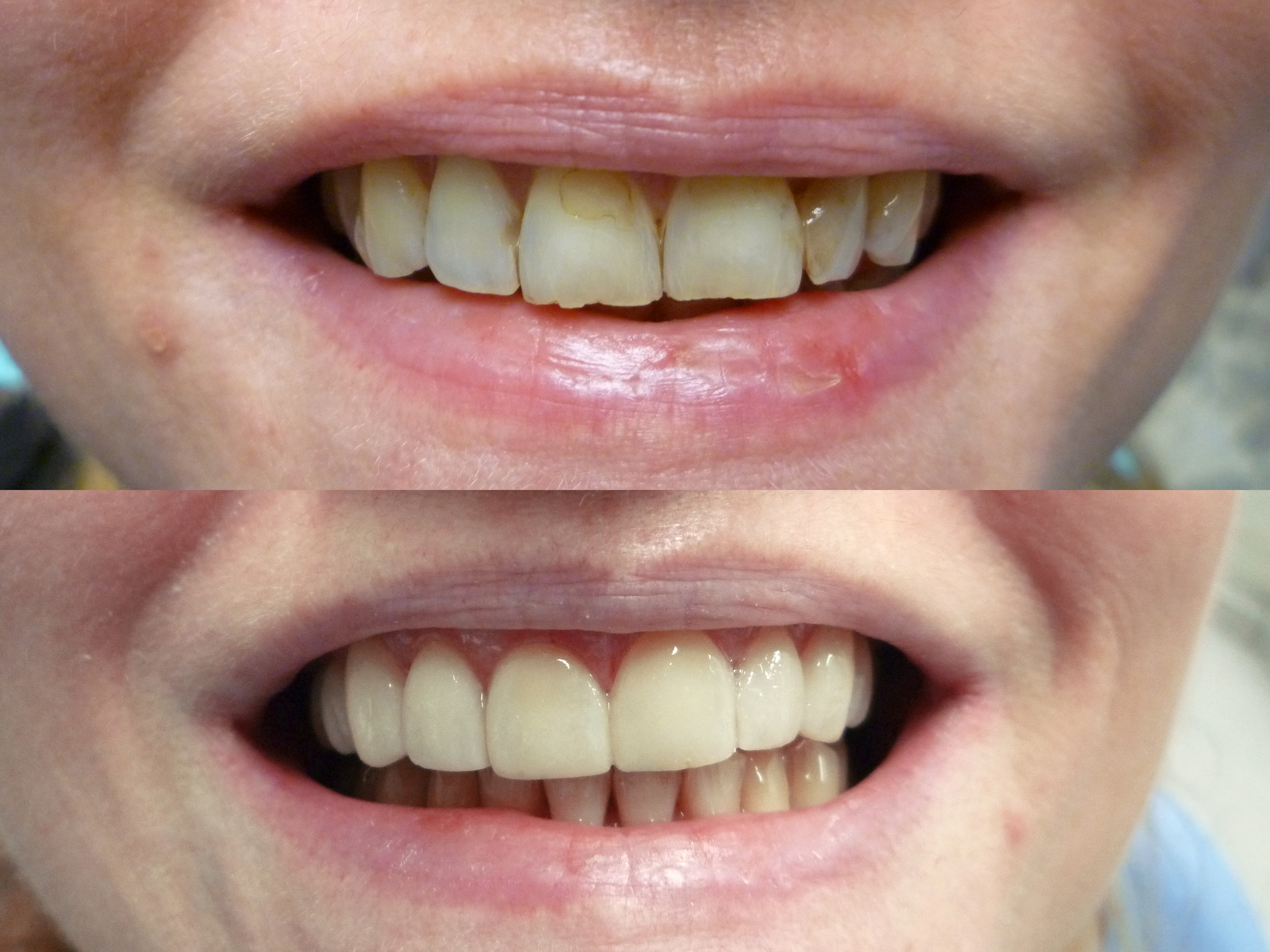
Confronto denti prima e dopo applicazione delle faccette

### Vantaggi
La reazione tissutale è molto positiva: si verificano meno infiammazioni rispetto a quanto accade in presenza di materiali metallici e i margini dalla finitura liscia delle faccette permettono di mantenere più facilmente l'igiene orale. La ceramica infatti è un materiale biocompatibile che trattiene meno placca dello smalto naturale per via della sua superficie più liscia.
Nonostante lo spessore assai ridotto delle faccette e la loro conseguente fragilità prima dell'applicazione, una volta fissate sul dente queste si integrano con la struttura dentale e danno luogo a restauri solidi e duraturi: hanno una vita che va dai 18 mesi ai 15 anni e presentano una resistenza all'abrasione e una stabilità cromatica soddisfacenti.
La loro applicazione è minimamente invasiva e salvaguarda perciò quanto più possibile i denti originali.
L'effetto risultante si rivela infine naturale per via delle modalità di assorbimento, riflessione e trasmissione della luce da parte dei materiali ceramici utilizzati, molto simili a quelle della struttura dentale. La translucenza propria della ceramica conferisce così luminosità al dente indipendentemente dalla profondità a cui viene applicata, ancor più se fissata con un composito di resina trasparente.
Gli studi clinici hanno dimostrato che le faccette permettono di restaurare completamente la resistenza originale dei denti e che è possibile prevedere la percentuale di fratture, microinfiltrazioni e distacchi.

### Svantaggi
A meno di usare faccette no-prep, il processo di applicazione è irreversibile.
L'applicazione della faccetta, infatti, richiede la sottrazione di un minimo strato di smalto e, per effetto di ciò, il dente perde il suo aspetto normale, mascherabile solo con una faccetta.
Da ciò discende l'onere di sostituire la faccetta usurata con una nuova senza possibilità di ritornare alla dentatura originaria.
La faccetta può inoltre rivelarsi distruttiva per la dentatura nel caso in cui non sia stata effettuata una corretta valutazione delle condizioni orali e occlusali del paziente.
Non risultano infatti adatte per esempio a pazienti che presentino parafunzioni come bruxismo (digrignamento) e/o serramento dei denti.
È dunque necessario cercare di correggere tali abitudini prima di procedere all'applicazione di faccette estetiche.